# Bule
Die Bule oder Boule (/buːˈlɛː/, altgriechisch βουλή, als boulḗ oder bulḗ transkribiert) war die Ratsversammlung in den Städten (Poleis) des antiken Griechenland. Sie wurde auf unterschiedliche Weise bestellt und tagte für gewöhnlich in einem Bouleuterion genannten öffentlichen Gebäude an der Agora.

## Athen
Bedeutend war vor allem der Rat in Athen. Bereits in der Königszeit Athens bestand eine beratende Versammlung, deren Mitglieder ausschließlich Adlige waren. 594 v. Chr. führte Solon seine berühmten Reformen durch, die am Beginn der Entwicklung zur attischen Demokratie standen und in deren Folge auch die Bule zum Rat der Vierhundert umgestaltet wurde. Je 100 erloste Ratsherren der vier Phylen bildeten den Rat. Sie berieten ursprünglich die Volksversammlung (Ekklesia).
Kleisthenes von Athen erhöhte die Mitgliederzahl auf 500 (Rat der 500) und machte die Mitgliedschaft für jeden unbescholtenen Bürger zugänglich. Mit den Reformen des Kleisthenes übernahm die Bule allmählich die politischen Funktionen des Areopags, u. a. die Verhandlungen über Amtsenthebungen, die Zuständigkeit für die Flotte sowie den Haushalt.

## Weitere Städte
Auch in anderen griechischen Städten gab es Räte, meistens wie in Athen neben einer Volksversammlung. Je nachdem, wie weit die Verfassung von der attischen Demokratie beeinflusst war, dauerte die Mitgliedschaft eine bestimmte Zeit oder lebenslang. In der römischen Kaiserzeit wurde der Rat meist wieder nach dem oligarchischen Prinzip aus ehemaligen Magistraten ergänzt.
Nicht überall trug der Rat die Bezeichnung Bule. So gab es in vielen Städten auch eine Gerusie (etwa: „Ältestenrat“); in Sparta war die Gerusia der einzige Rat.